# Huib Hoste

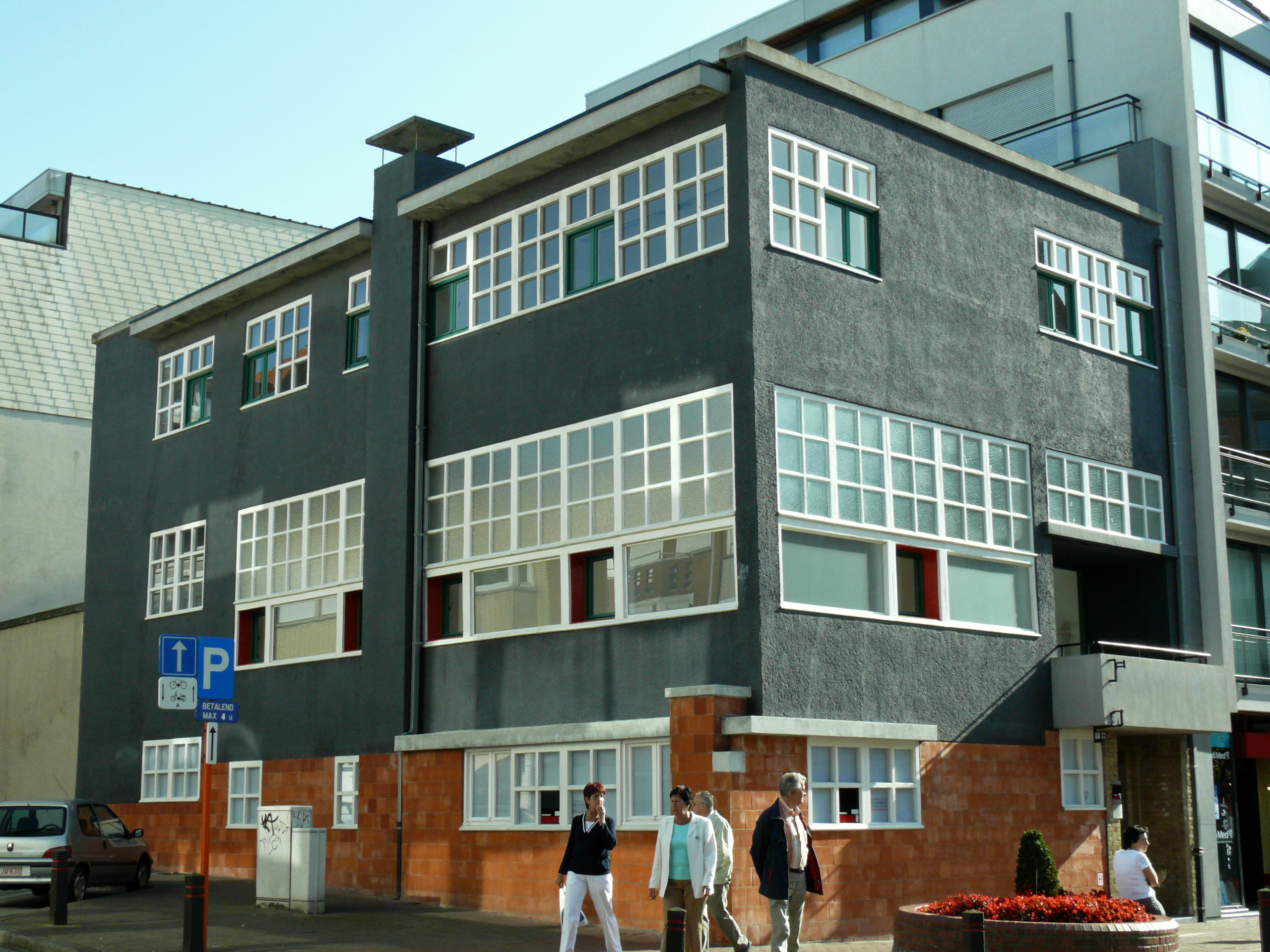
Het Zwarte Huis in Knokke, 1924

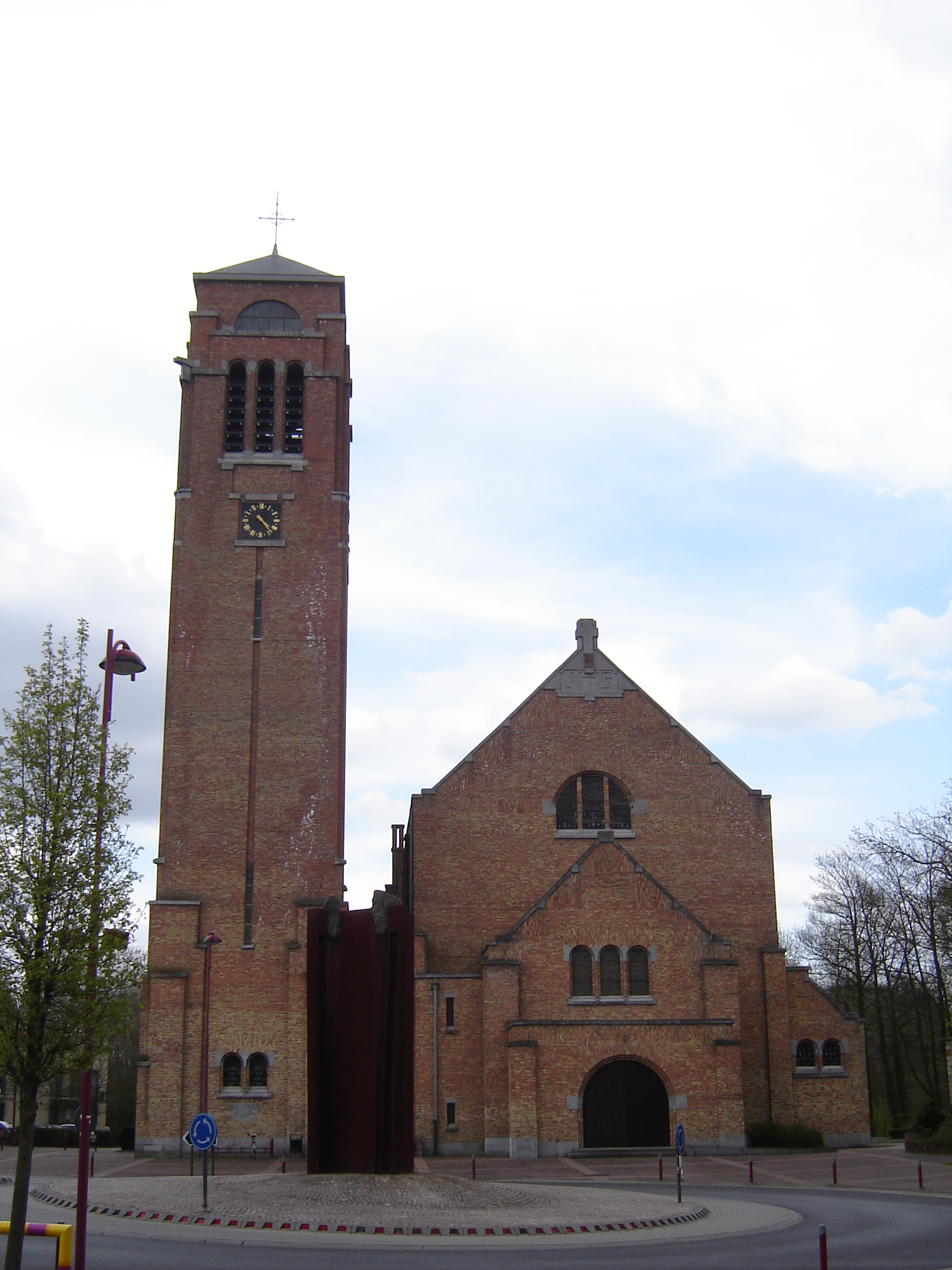
Huib Hoste en Jules Fonteyne. Onze-Lieve-Vrouwekerk, Zonnebeke. 1924.

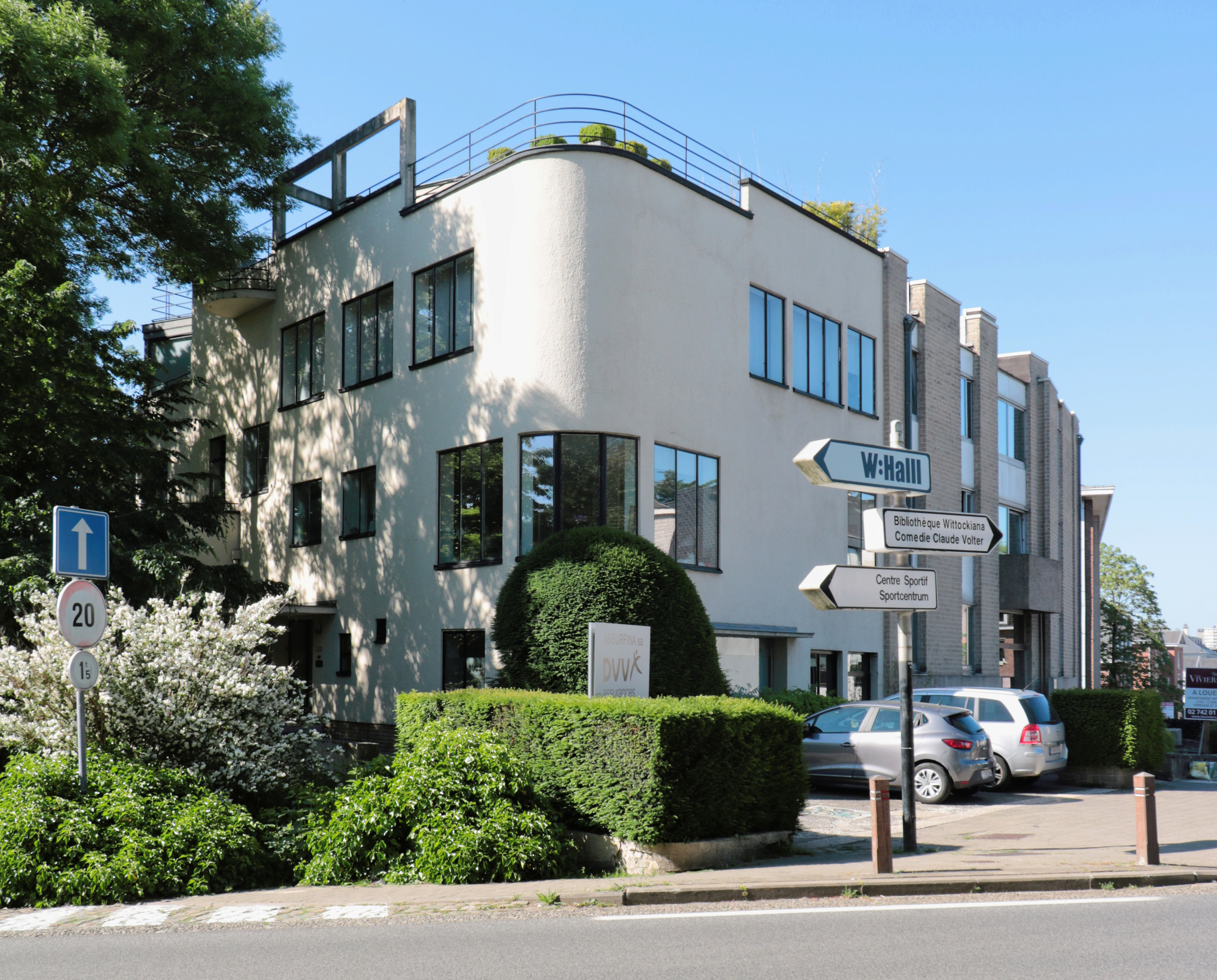
Gombert Huis, Brussel, 1933).

Huib (Hubert) Leon Bruno Jean Marie Hoste (Brugge, 6 februari 1881 – Hove, 18 augustus 1957) was een Belgisch architect, ontwerper en stedenbouwkundige, baanbreker van de moderne architectuur in België.

## Familie
Hoste werd geboren in Brugge, als derde kind van vier van Léon Hoste (1837-1889) en Adeline Cathérine Vanden Steene. Zijn vader was schooldirecteur en -inspecteur. Hij overleed toen Huib acht jaar was. Hoste groeide op in een traditioneel Franstalige en streng katholieke omgeving. Hij volgde zijn schoolopleiding aan het Sint-Lodewijkcollege en volgde lessen in de Kunstacademie in Brugge. Daar raakte hij geïnteresseerd in kunst en architectuur. In 1908 huwde hij met Marguerite Marie Jeanne Van Biervliet (1878 - 1959). Samen kregen ze acht kinderen.

## Biografie
Hoste studeerde in Gent. Hij liep stage bij de architecten Charles De Wulf (1862-1904) en Louis Cloquet. Na het uitbreken van de Eerste Wereldoorlog vluchtte hij met zijn gezin naar het neutrale Nederland, waar hij ook al voordien had rondgereisd. Door zijn Vlaamsgezindheid achtte hij het er veiliger voor zijn gezin. Hij leerde het werk kennen van Hendrik Petrus Berlage en ontmoette architecten als Van 't Hoff, Wils, Oud, Kramer en De Klerk, en kunstenaars als Mondriaan en Van Doesburg. Door het briefcontact met Van Doesburg en zijn vriendschap met Louis van der Swaelmen en Raphael Verwilghen kwam hij tot de overtuiging van de noodzaak van de moderne architectuur.
Tijdens zijn verblijf in Nederland maakte Hoste het ontwerp voor het Belgenmonument in Amersfoort, een gedenkteken ter herinnering aan de internering van gevluchte militairen (1916).
In juni 1918 werd een algemeen artikel over architectuur van Hoste gepubliceerd in De Stijl (zie Publicaties), hoewel hij het, naar eigen zeggen, niet noodzakelijk eens was met de ideeën van de overige medewerkers van dit tijdschrift. Op 29 juli 1918 verscheen in de Nieuwe Amsterdammer een artikel van Hoste, waarin hij zich afvroeg wat men onder den naam van kunst in sommige Roomsche kerken opstelt. Om niet partijdig over te komen vermeldde hij in het artikel dat hij rooms-katholiek was. Dit kwam hem door de redactie van De Stijl, met Van Doesburg voorop, op zware kritiek te staan. In een open brief aan Hoste werd hij ouderwets en eclectisch genoemd en iemand met twee monden.
In een van zijn eerste ontwerpen, die hij maakte na teruggekeerd te zijn in België, de Onze-Lieve-Vrouwekerk in Zonnebeke, is onmiskenbaar de invloed van Berlage te herkennen, zij het sterk vereenvoudigd. Het is opvallend dat hij boven in de westfaçade en boven in de campanile zogenaamde thermenvensters toepast, wat zou kunnen duiden op Angelsaksische (palladiaanse) invloed. Zijn eerste echt moderne bouwwerk was zijn Zwarte Huis in Knokke-Heist. Ontdaan van elke vorm van decoratie, kan men er vanwege de massaverhouding en het kleurgebruik, de invloed van De Stijl in zien.
In 1928 sloot Hoste zich aan bij de Congrès Internationaux d'Architecture Moderne (CIAM), een organisatie ter bevordering van functionele architectuur en stedenbouwkunde. Als hoofdredacteur van Opbouwen nam hij deel aan de levendige discussie voor de ontwikkeling van Linkeroever van Antwerpen en werkte in 1933 samen met Le Corbusier aan de plannen hiervoor in samenwerking met Renaat Braem. Hij stelde er een grote arbeiderswoonstad voor. De interesse van Huib Hoste voor de industrialisatie van de bouw en sociale woningbouw leiden hem naar snelle en goedkope bouwwijzen. Bouwen zonder bakstenen was een van zijn stokpaardjes en het uitproberen van nieuwe materialen als assebeton brachten hem vaak in de problemen. Het huis De Beir (te Knokke-Heist, Dumortierlaan 8, gebouwd 1924-1925) moet dan ook gezien worden als een experiment met in de visie van Hoste een beperkte levensduur.
Na de Tweede Wereldoorlog richtte hij samen met kunstcriticus K.N. Elno het tijdschrift Ruimte op, dat van 1953 tot 1956 verscheen en degelijke bijdragen bracht over architectuur, stedenbouw en vormgeving.

## Architectuur
- Huis In den Gouden Blieck, Ooststraat 33, Roeselare (1906, plus poorttravee in 1934)
- Sint-Jozefskliniek, Komvest 34, Brugge (1909, 1921, 1924)
- Architectenwoning Het Lindenhof, Canadastraat 5, Sint-Michiels (1911)
- Landhuis Les Buttes, Daverlostraat 162-164, Olmendreef 24, Assebroek (1912)
- Burgerhuizen, Sint-Salvatorskerkhof 3, Brugge (1912)
- Belgenmonument, Amersfoort (NL) (1916)
- Landhuis, Oudenaardsesteenweg 80, Avelgem (1919)
- Kubistische gevelverbouwing van herenhuis, Hendrik Consciencestraat 46, Roeselare (1919)
- Kubistische verbouwing van burgerhuis, Groenstraat 30-34, Wervik (1919)
- IJzerwinkel met magazijn, Nieuwstraat 39, Wervik (1920)
- Tuinwijk Klein Rusland, Zelzate (1921)
- Oorlogsmonument, Dorpsplaats, Geluwe (1922)
- Onze-Lieve-Vrouwekerk en pastorie, Ieperstraat, Zonnebeke, in samenwerking met Jules Fonteyne (1922)
- Graf van Suzanna Casteleyn, begraafplaats van Sint-Michiels (1924)
- Dokterswoning Dr. De Beir, Dumortierlaan 8, Knokke (1924)
- Directeurswoning Geerardijn, Gistelse Steenweg 108, Sint-Andries (1926)
- Gemeenteschool met directeurswoning, Rijselstraat 71, Sint-Michiels (1926)
- Woning Billiet met diamantslijperij, Maria van Bourgondiëlaan 13, Brugge (1927)
- Huizen in tuinwijk Kapelleveld, Sint-Lambrechts-Woluwe (1927)
- Vakantiewoning Wolvenhoek, Alfons De Baeckestraat 39, Sint-Michiels (1929)
- Woning Haegens, Stationsstraat 11, Zele (1931)
- Huis Gombert, Tervurenlaan 333, Sint-Pieters-Woluwe (1933)
- Appartementsgebouw met atelierwoning Panzer, Volhardingstraat 71, Antwerpen (1934)
- Woonhuis, Schuttersvest 7, Mechelen (1934-1935)
- Stadswoning, Koningin Astridlaan 81-83, Hasselt (circa 1935)
- Uitbreiding sanatorium, huidig atheneum, Alfred Verweeplein 25, Knokke (1936)
- Woning Heeremans-Moens, Houtmarktstraat 45, Liedekerke (1938-1939)
- Woning Moens, Parklaan 77, Aalst (1941)
- Gemeentelijke begraafplaats, Kerkhofstraat 13, Lot (1952)

Tuinwijk Kapelleveld (1923-1926).
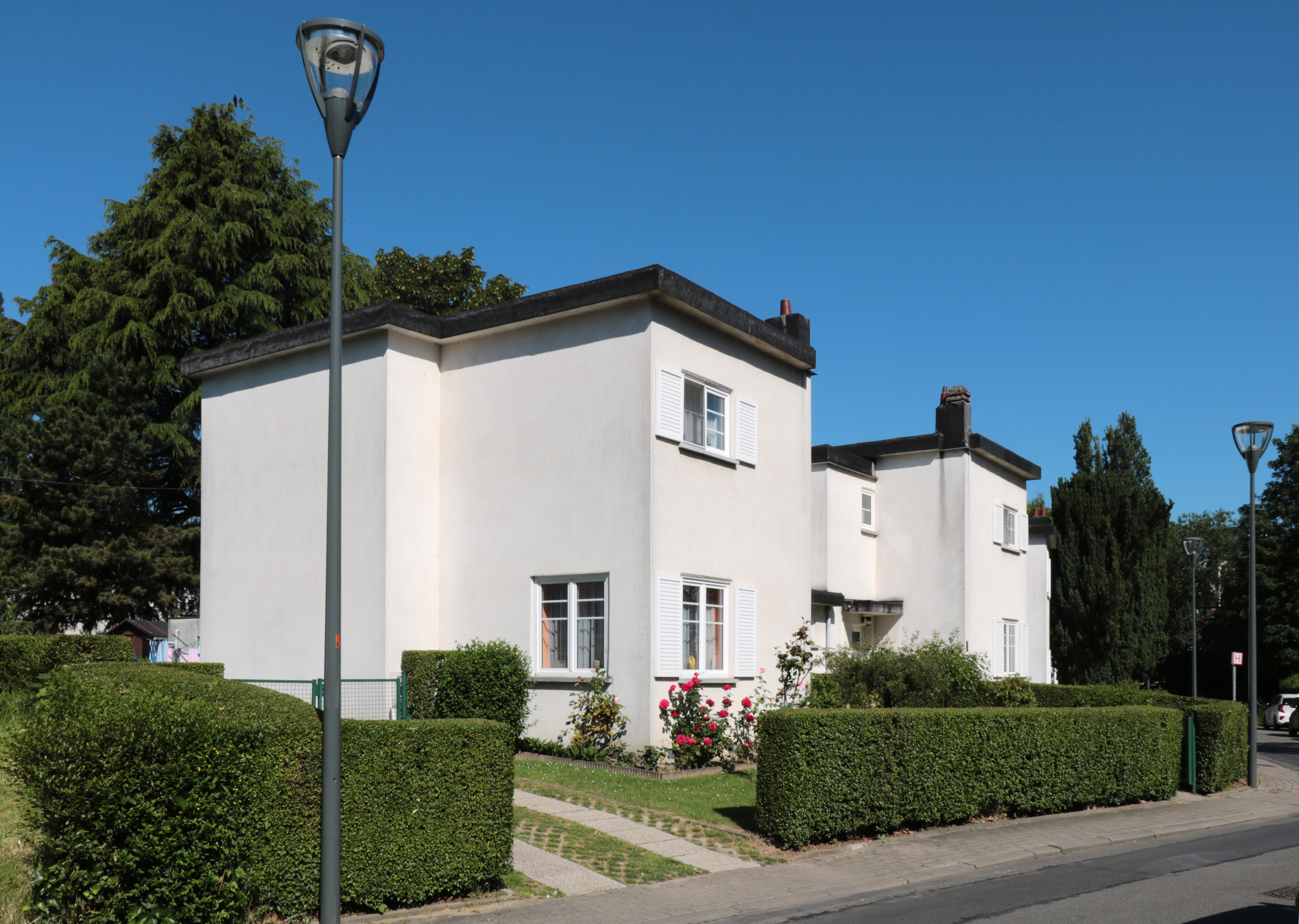
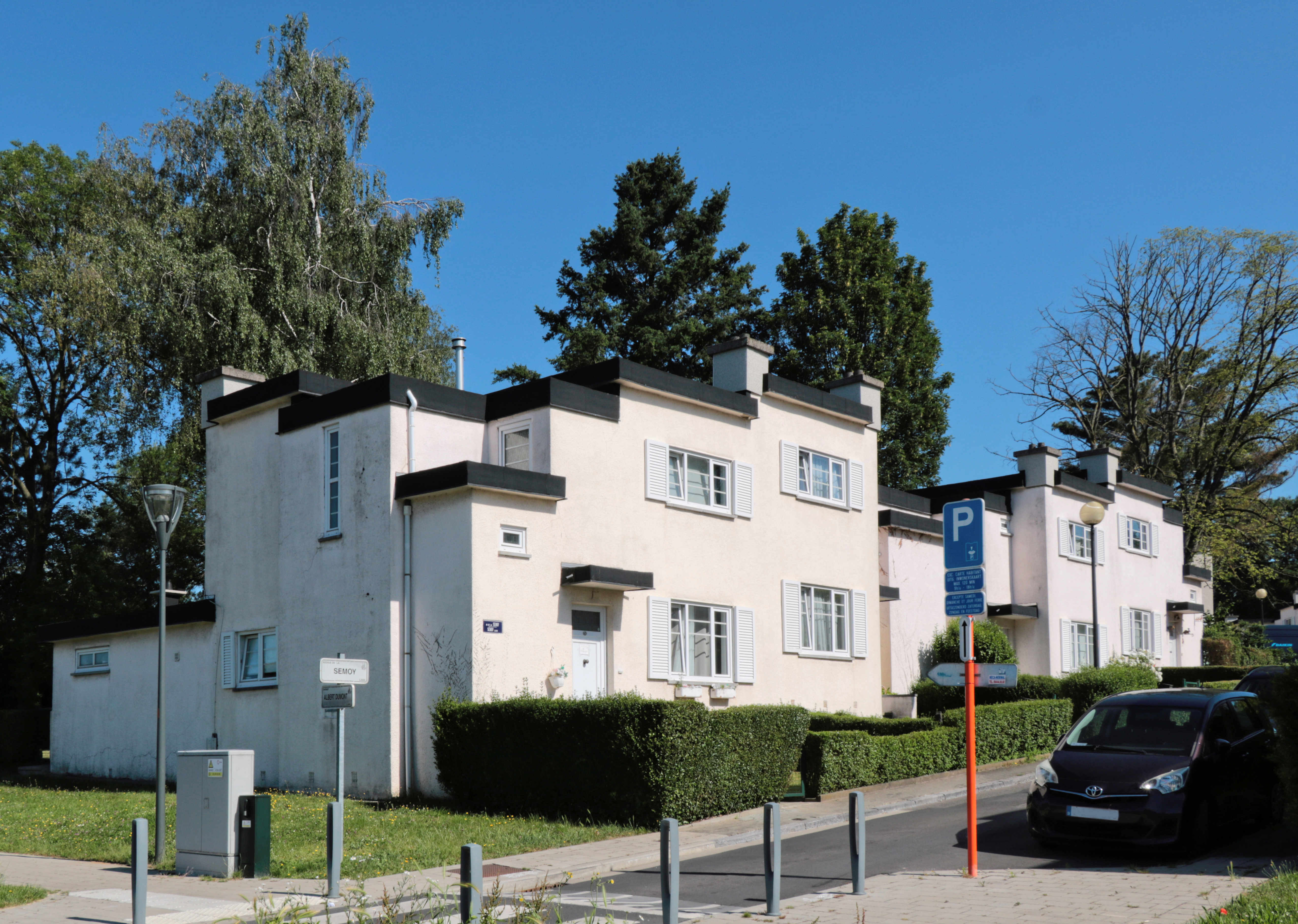
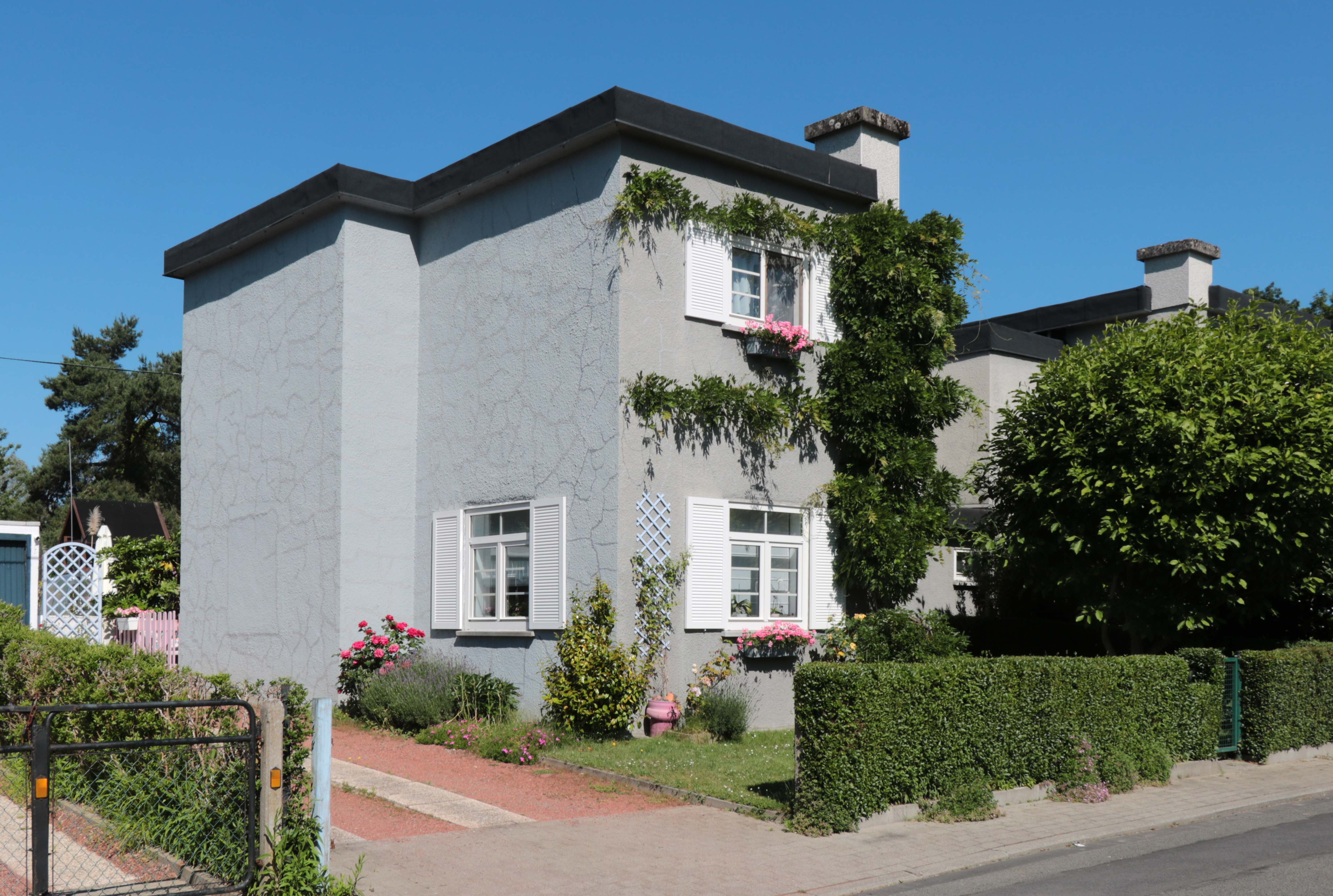

## Toegepaste kunst
- Kast Gerardyn [uitgevoerd door de firma Vynckier, Gent]. 1927.[8]
- Brievenhouder, circa 1930.[9]

## Publicaties
- De Stijl, in: De Telegraaf (17 november 1917).
- De roeping der moderne architectuur, in: De Stijl, 1e jaargang, nummer 8 (juni 1918): p. 85-87.[10]
- Het nieuw gemaal te Rotterdam, in: Bouwkundig Weekblad, 39e jaargang, nummer 29 (20 juli 1918): p. 169-170.[11]
- Antwoord op een open brief, in: De Stijl, 1e jaargang, nummer 11 (september 1918): p. 135-136.[12]
- Het vacantiehuis te Noordwijkerhout, in: De Telegraaf (1 maart 1919). Over Vakantiehuis De Vonk.
- Jan Wils, in: De Telegraaf, 27e jaargang (6 mei 1919).
- Van Bouwen en Wonen, Brugge, Excelsior, 1930.
- In memoriam Theo van Doesburg, in: Opbouw, 2e jaargang, nummer 6 (maart 1931): p. 164.